# Judith Aissen
Judith Aissen, född 4 juni 1948, är en amerikansk lingvist.

## Bakgrund och utbildning
Aissen började studera engelsk litteratur vid Fordham University och tog sin kandidatexamen år 1969. Hon fortsatte sina studier vid Yale och började studera språkvetenskap där hon utexaminerade år 1972, och disputerade vid Harvard år 1974..

## Karriär
Efter att hon blev färdig med sina studier, arbetade Aissen som föreläsare vid Harvard till 1976. År 1983 blev hon biträdande professor (Associate Professor) i lingvistik vid University of California, Santa Cruz (UCSC) där hon har gjort största delen av sin karriär. Professor emerita blev hon år 2016.
Aissens forskningsintressen inkluderar bl.a. morfologi och syntax. Hon har forskat i mayaspråken, speciellt tzotzil. Hennes senaste forskning kring ämnet handlar om verbens diates i mayaspråken. Sedan 1995 har Aissen besökt flera av de områden där mayaspråken talas. Där har hon handlett invånarna i hur ska man analysera och skydda sitt hotade modersmål..   